# Holger Bergqvist
Gustaf Holger Bergqvist, född 18 maj 1927 i Växjö landsförsamling, död 1 mars 1981 i Moskva i Sovjetunionen, var en svensk ekonom och politiker (folkpartist).
Holger Bergqvist, som var son till en droskägare, blev civilekonom 1961 och var därefter utredningssekreterare i Göteborgs stad 1962–1967 och kommunalråd i Göteborg 1968–1976 (1968–1970 för industrifrågor, 1971–1976 finanskommunalråd). Han var också ordförande i Örgryte IS 1975–1981.
Han var riksdagsledamot för Göteborgs kommuns valkrets 1976–1979 och därefter ersättare för samma valkrets en kortare tid efter valet 1979. I riksdagen var han bland annat ledamot i skatteutskottet 1978–1979. Han var även vice ordförande i Riksgäldskontorets fullmäktige 1977–1980.
Holger Bergqvist var som riksdagsledamot främst engagerad i ekonomisk politik. Han anlitades också i flera statliga utredningar, bland annat som ordförande i 1980 års företagsskattekommitté.